# Símantra
Símantra (Simantra) är en ort i Grekland.   Den ligger i prefekturen Chalkidike och regionen Mellersta Makedonien, i den nordöstra delen av landet, 260 km norr om huvudstaden Aten. Símantra ligger 168 meter över havet och antalet invånare är 2 421.
Terrängen runt Símantra är platt åt sydväst, men åt nordost är den kuperad. Terrängen runt Símantra sluttar söderut. Närmaste större samhälle är Néa Moudhaniá, 11,5 km söder om Símantra. Trakten runt Símantra består till största delen av jordbruksmark.